# 易北-埃尔斯特县
易北-埃尔斯特县（德語：Landkreis Elbe-Elster）是德国勃兰登堡州南部的一个县，首府埃尔斯特河畔黑尔茨贝格。